# Del Temps y del Instant
Del Temps y del Instant (Musica - Del tempo e dell'istante) è un album del 2005 realizzato su supporto SACD, per la Hybrid Recording, dalla famiglia di Jordi Savall e con la partecipazione di Pedro Estevan. Infatti partecipano la moglie Montserrat Figueras e i figli Arianna e Ferran.
La raccolta contiene musiche del tempo e dell'istante, che vanno dal X secolo a oggi, dove si incontrano la musica delle tradizioni catalane, ebraiche, afgane, marocchine, greche, francesi, napoletane e messicane. 
Ci sono anche delle composizioni originali di Arianna Savall e improvvisazioni di Ferran Savall.

## Tracce
1. Cantiga de amigo V: Quantas sabedes amare amigo - (Canti profani di Martín Codax, in lingua galiziano-portoghese, secolo XIII)
2. Nastaran - (anonimo afgano - strumentale)
3. Noumi, noumi yaldatii - (ninna nanna ebraica)
4. Variation sur O sonjal - (ballata bretone)
5. Cançó del lladre - (tradizionale catalana)
6. Romanesca & Pasamezzo - Arianna Savall
7. La Salve - (antifona erroneamente attribuita a Bernardo di Chiaravalle con il testo in spagnolo)
8. Paxarico tu te Ilamas - (anonimo sefardita)
9. Apo xeno meros - (tradizionale greco)
10. Ghazali tal jàhri - (di anonimo, tradizionale marocchino in arabo)
11. Durme, hermosa donzella - (ninna nanna sefardita)
12. Tarantela - (Lucas Ruiz de Ribayaz da Luz y norte musical)
13. Jaroslaw (Improvisation) - Ferran Savall
14. Canarios (Improvisation) - Ferran Savall
15. Fantasiant (Improvisation) - Ferran Savall
16. Muzettes 1-2 - (Marin Marais da Pièces de viole, Libro 4 #28-29 - 1717)
17. El cant dels Aucells - (canto natalizio tradizionale catalano)
18. Diferencias sobre la Guaracha Mexique - (Messico - sec. XVII arr. di Jordi Savall)
19. Sentirete una canzonetta - (Tarquinio Merula da Curtio precipitato et altri capricii, Op. 13, 1638)

## Musicisti
- Montserrat Figueras, soprano
- Arianna Savall, arpa & voce
- Ferran Savall, tiorba & voce
- Jordi Savall, viola da gamba
- Pedro Estevan, percussioni